# Anthony Davidson
Anthony Denis Davidson ou apenas Anthony Davidson, (Hemel Hempstead, Hertfordshire, 18 de abril de 1979) é um automobilista britânico nascido na Inglaterra.

## Carreira

### Fórmula 1

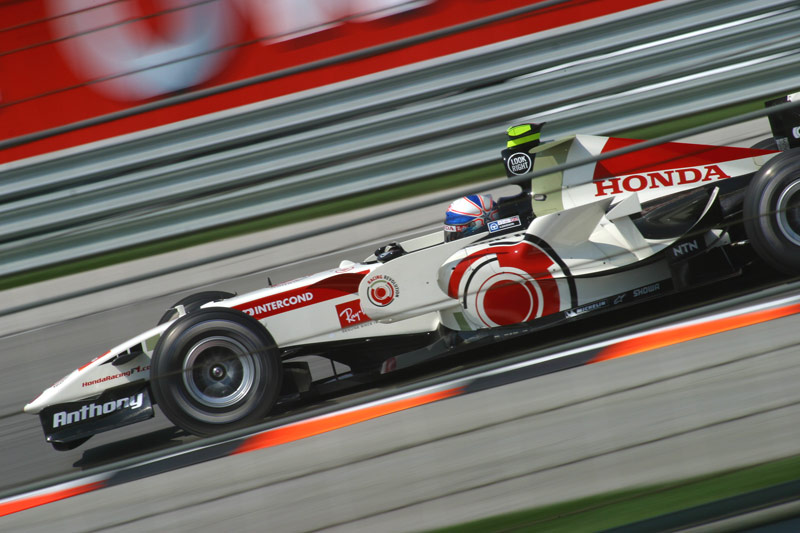
Davidson pela Honda em 2005.

Disputou a Fórmula 1 pela Minardi em 2002 duas corridas sem conseguir completar, pela BAR entre 2004 e 2005 e pela Super Aguri em 2007 e 2008.

### Outras categorias

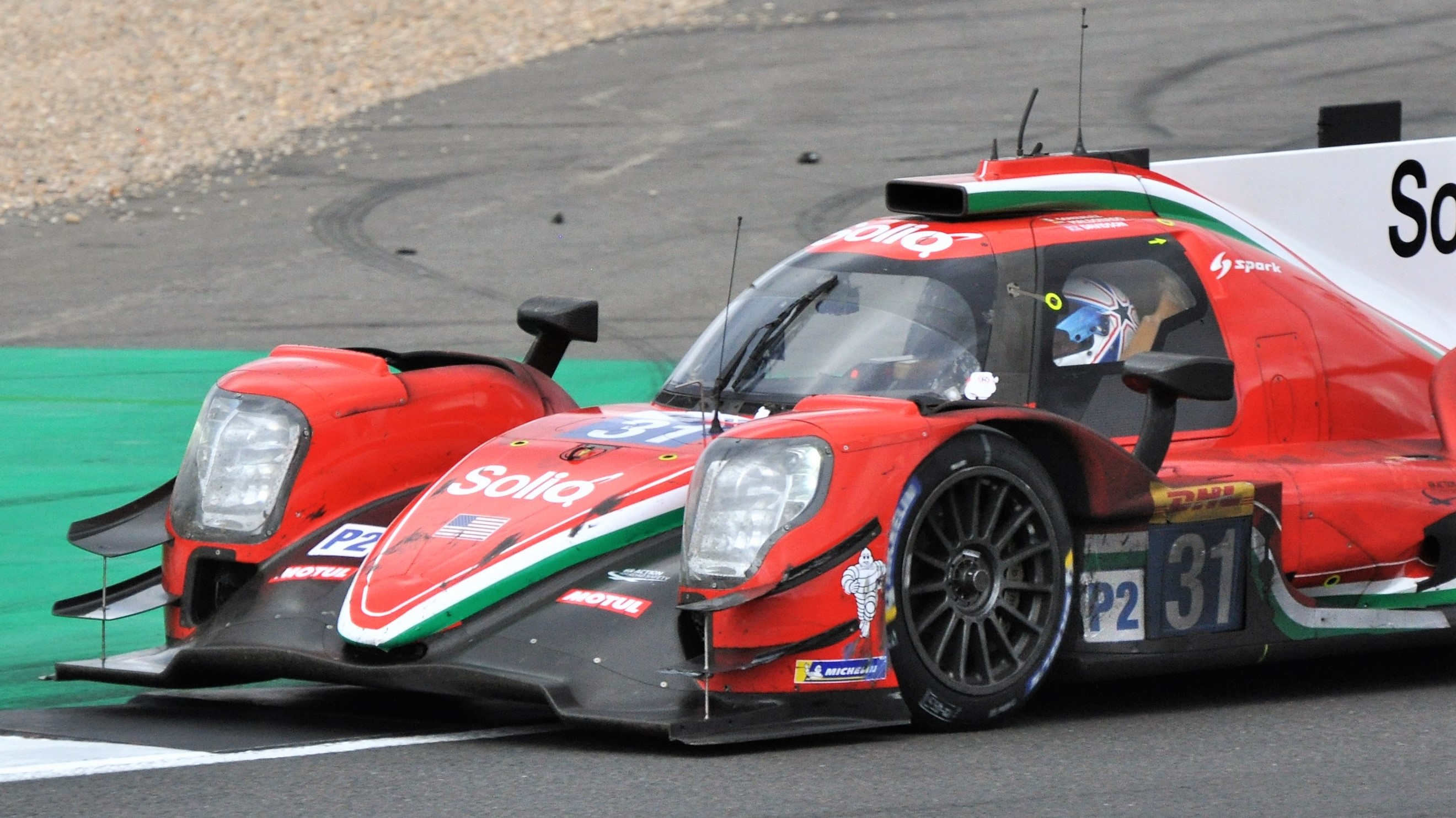
Davidson na FIA WEC em 2018.

Disputou as 24 Horas de Le Mans em 2003 e de 2009 até a atualidade é piloto da FIA WEC desde 2012

## Resultados completos na Fórmula 1
(legenda) (Corridas em negrito indicam pole position; corridas em itálico indicam volta mais rápida)
| Temporada | Equipe                            | Chassis          | Motor                 | 1       | 2       | 3      | 4       | 5      | 6      | 7      | 8       | 9       | 10     | 11      | 12     | 13      | 14      | 15      | 16      | 17     | 18     | 19  | WDC | Ponto |
| --------- | --------------------------------- | ---------------- | --------------------- | ------- | ------- | ------ | ------- | ------ | ------ | ------ | ------- | ------- | ------ | ------- | ------ | ------- | ------- | ------- | ------- | ------ | ------ | --- | --- | ----- |
| 2002      | KL Minardi Asiatech               | Minardi PS02     | Asiatech AT02 3.0 V10 | AUS     | MAL     | BRA    | SMR     | ESP    | AUT    | MON    | CAN     | EUR     | GBR    | FRA     | ALE    | HUN Ret | BEL Ret | ITA     | EUA     | JAP    |        |     | NC  | 0     |
| 2004      | Lucky Strike BAR Honda            | BAR 006          | Honda RA004E 3.0 V10  | AUS TD  | MAL TD  | BAR TD | SMR TD  | ESP TD | MON TD | EUR TD | CAN TD  | EUA TD  | FRA TD | GBR TD  | ALE TD | HUN TD  | BEL TD  | ITA TD  | CHN TD  | JAP TD | BRA TD |     | -   | -     |
| 2005      | Lucky Strike BAR Honda            | BAR 007          | Honda RA005E 3.0 V10  | AUS     | MAL Ret | BAR    | SMR     | ESP    | MON    | EUR    | CAN     | EUA     | FRA    | GBR     | ALE    | HUN     | TUR     | ITA     | BEL     | BRA    | JAP    | CHN | NC  | 0     |
| 2006      | Lucky Strike Honda Racing F1 Team | Honda RA106      | Honda RA806E 2.4 V8   | BAR TD  | MAL TD  | AUS TD | SMR TD  | EUR TD | ESP TD | MON TD | GBR TD  | CAN TD  | EUA TD | FRA TD  | ALE TD | HUN TD  | TUR TD  | ITA TD  | CHN TD  | JAP TD | BRA TD |     | -   | -     |
| 2007      | Super Aguri F1                    | Super Aguri SA07 | Honda RA807E 2.4 V8   | AUS 16  | MAL 16  | BAR 16 | ESP 11  | MON 18 | CAN 11 | EUA 11 | FRA Ret | GBR Ret | EUR 12 | HUN Ret | TUR 14 | ITA 14  | BEL 16  | JAP Ret | CHN Ret | BRA 14 |        |     | 23º | 0     |
| 2008      | Super Aguri F1                    | Super Aguri SA08 | Honda RA808E 2.4 V8   | AUS Ret | MAL 15  | BAR 16 | ESP Ret | TUR WD | MON    | CAN    | FRA     | GBR     | ALE    | HUN     | EUR    | BEL     | ITA     | SIN     | JAP     | CHN    | BRA    |     | 22º | 0     |

Anthony Davidson agora é narrador da Formula 1 nos Estados Unidos.